# Basler BT-67
El Basler BT-67 es un avión utilitario estadounidense producido por Basler Turbo Conversions de Oshkosh, Wisconsin.

## Desarrollo
Se construye a partir de un fuselaje reensamblado de Douglas DC-3, con modificaciones diseñadas para extender significativamente la vida útil del avión. La conversión incluye equipar a este con motores turbohélice Pratt & Whitney Canada PT6A-67R, reforzar el fuselaje, modernizar la aviónica, y hacer modificaciones en los bordes de ataque de las alas y en las puntas alares. También se instalan nuevas hélices Hartzell pentapala (en lugar de las tradicionales tripala del DC-3) y se alarga levemente el fuselaje para compensar el centro de gravedad modificado por el mayor peso de los nuevos motores. Por supuesto, se hace un recorrido completo de los sistemas hidráulicos, de combustible, eléctricos y mecánicos del avión. 
Debido al consumo ligeramente superior de los motores de turbina del BT-67, comparado con los motores radiales originales del DC-3 estándar, el alcance con el depósito de combustible estándar, con una reserva de 45 minutos, se reduce de 2150 a 1760 km. Basler suministra un depósito de combustible de largo alcance que incrementa el mismo a 3960 km.

## Operadores

### Civiles
Alemania

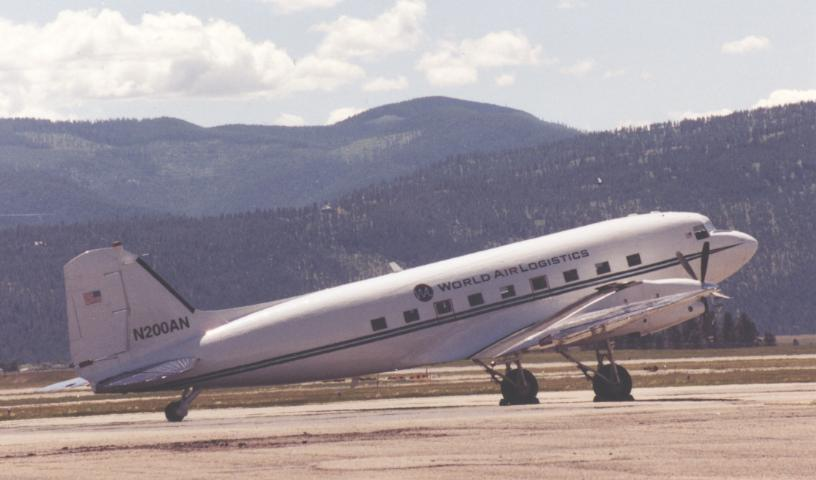
Conversión n.º 1 de Basler BT-67, N200AN, de World Air Logistics, en Missoula, Montana, en 2000.

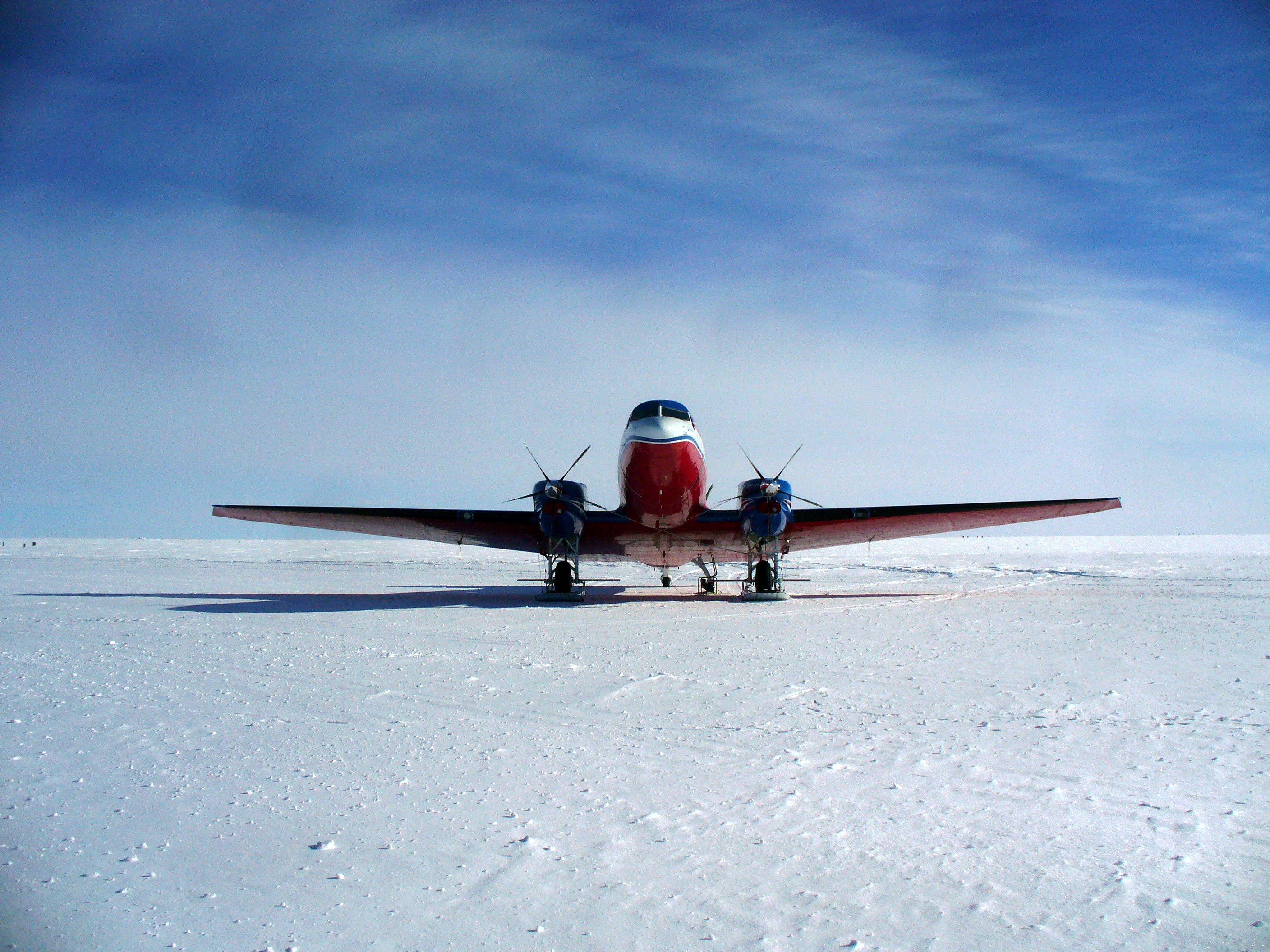
Basler BT-67 operado por ALCI en la Amundsen-Scott South Pole Station (2009).

- Alfred Wegener Institute for Polar and Marine Research

 Canadá
- Cargo North (North Star Air)
- Kenn Borek Air

 China
- Polar Research Institute of China[4]

 Colombia
- Aliansa

 Estados Unidos
- Aerocontractors
- Antarctic Logistics & Expeditions LLC (ALE)
- Bell Geospace Aviation, Inc
- United States Forest Service

 Sudáfrica
- Antarctic Logistics Centre International (ALCI)
- Spectrem Air Surveys

 Tailandia
- World Air Logistics

### Militares
Argentina
- Fuerza Aérea Argentina[5]

 Bolivia
- Fuerza Aérea Boliviana

 Colombia
- Fuerza Aérea Colombiana[6]
- Policía Nacional de Colombia[7]

 El Salvador
- Fuerza Aérea de El Salvador[8]

 Estados Unidos
- Fuerza Aérea de los Estados Unidos

 Guatemala
- Fuerza Aérea Guatemalteca[9]

 Malaui
- Fuerza Aérea de Malawi

 Mali
- Fuerza Aérea de Malí

 Mauritania
- Fuerza Aérea de Mauritania[10]

 Tailandia
- Real Fuerza Aérea Tailandesa[11]

## Especificaciones
Referencia datos: Born Again Basler and Jane's Civil and Military Aircraft Upgrades 1994–95

### Características generales
- Tripulación: Dos (piloto y copiloto)
- Capacidad: 38 pasajeros
- Longitud: 20,7 m (67,7 ft)
- Envergadura: 29 m (95 ft)
- Altura: 5,2 m (16,9 ft)
- Peso vacío: 7121,4 kg (15 695,6 lb)
- Peso cargado: 13 040,8 kg (28 741,9 lb)
- Planta motriz: 2× turbohélice Pratt & Whitney Canada PT6A-67R.
  - Potencia: 955 kW (1317 HP; 1299 CV) cada uno.
- Hélices: Hartzell de velocidad constante
- Diámetro de la hélice: 2,92 m

### Rendimiento
- Velocidad crucero (Vc): 388,9 km/h (242 MPH; 210 kt)
- Alcance: 3963 km (2140 nmi; 2463 mi) con 45 min de reserva y tanque de combustible de largo alcance
- Techo de vuelo: 7620 m (25 000 ft)

## Aeronaves relacionadas

### Desarrollos relacionados
- Douglas DC-3

### Secuencias de designación
- Secuencia C-_ (Aviones de Carga del USAAC/USAAF/USAF, 1924-1962): ← C-44 - C-45 - C-46 - C-47/T - C-48 - C-49 - C-50 →